# Place Lazare-Goujon
La place Lazare-Goujon est une place publique  de Villeurbanne, en France

## Situation et accès
Elle est située dans le quartier des Gratte-Ciel, dans le centre-ville, entre la mairie de Villeurbanne et le Théâtre national populaire.

## Origine du nom
Elle est baptisée du nom de Lazare Goujon, maire de Villeurbanne de 1924 à 1935 puis de 1947 à 1954, et initiateur dans les années 1930 de l'urbanisation du centre-ville et de la construction de l'ensemble architectural des Gratte-Ciel.

## Historique
Baptisée à l'origine « place du Nouvel Hôtel-de-Ville », elle a successivement porté le nom de « place Albert-Thomas » à partir de 1932, « place du Maréchal-Pétain » à partir de 1941, « place de la Libération » en 1946, avant d'être définitivement baptisée « place Lazare-Goujon », en 1966.

## Bâtiments remarquables et lieux de mémoire
Sur la place se trouve un monument aux morts, œuvre de Georges Salendre, inauguré en 1946, dédié aux morts de la Libération de la France lors de la Seconde Guerre mondiale.